# Sonya Hedenbratt

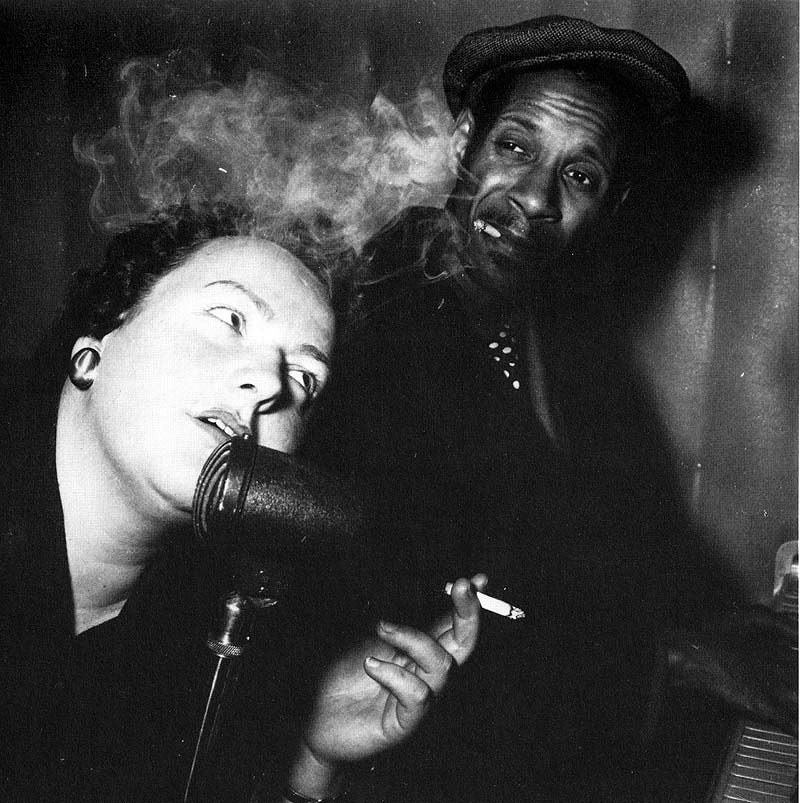
Sonya Hedenbratt (mit Jimmy Woode, nach 1960)

Sonya Elisabet Hedenbratt Bolin (* 4. März 1931 in Göteborg; †  5. April 2001 ebendort) war eine schwedische Sängerin und Schauspielerin. Sie galt als eine der bedeutendsten Jazzsängerinnen Schwedens.

## Wirken
Hedenbratt wurde durch ihren älteren Bruder, den Pianisten Östen Hedenbratt (1926–1984) an Jazz herangeführt. Mit ihm hatte sie als Siebzehnjährige ihre ersten Bühnenauftritte. Im Herbst 1949 trat sie dem Orchester von Sven Sjöholm in Wauxhall bei, mit dem sie auch Auftritte im Radio hatte. Ab Herbst 1950 sang sie mit den Orchestern von Malte Johnson und Sonny Persson; daneben war sie in Jam-Sessions mit den jungen Jazzmusikern in Göteborg zu erleben. Außerdem gewann sie 1951 einen Gesangswettbewerb; im selben Jahr nahm sie (nach Alice Babs) den zweiten Platz bei den Sängerinnen in Estrads Jazz-Kritikerumfrage ein. Es kam zu ersten Aufnahmen; auch trat sie im Nalen Jazz Club in Stockholm mit der neu gegründeten Band von Arne Domnérus auf. 1952 machte sie Aufnahmen mit der Band von Simon Brehm.
Hedenbratt lebte weiterhin in Göteborg, wo sie in den 1950er Jahren oft mit Malte Johnsons Orchester, dem Quartett von Nils-Bertil Dahlander oder dem Quintett von Gunnar Johnsons  (zu dem auch Jan Johansson und Erik Norström gehörten) auftrat. In den 1960er Jahren spielte sie in mehreren Varietébesetzungen von Hasse & Tage. 
Ende der 1960er und Anfang der 1970er Jahre trat Hedenbratt zusammen mit Sten-Åke Cederhök in den vom Fernsehen übertragenen Revuen Jubel i busken und Låt hjärtat va me auf, die sehr populär waren. Als Jazzsängerin gab sie weiterhin in Begleitung des Pianisten Sven-Eric Dahlberg Konzerte. Zu Hedenbratts schauspielerischen Leistungen gehörten zudem die Spielfilme Svenska bilder von Hasse & Tage aus dem Jahr 1964, Syskonbädd 1782 (Geschwisterbett) (1966) und Fanny und Alexander von Ingmar Bergman aus dem Jahr 1982, in dem sie die Rolle der Tante Emma spielte.
Im Jahr 2000 beendete Hedenbratt ihre Karriere als Sängerin; ihre letzten Jahre waren von einer Diabetes-Erkrankung überschattet.

## Diskographische Hinweise
- Sonya (Amigo 1968)
- Sonya Hedenbratt, Sten-Åke Cederhök Mera Jubel i Busken (Philips 1971)
- Visby Big Band Featuring Sonya Hedenbratt / Arne Domnérus  All of Me (Phontastic 1986)
- My Best Friends (Intim Musik 1989)

## Eintrag
1. ↑  Sonya Hedenbratt bei IMDb

| Personendaten    | Personendaten                                              |
| ---------------- | ---------------------------------------------------------- |
| NAME             | Hedenbratt, Sonya                                          |
| ALTERNATIVNAMEN  | Hedenbratt, Sonya Elisabet Hedenbratt (vollständiger Name) |
| KURZBESCHREIBUNG | schwedische Sängerin und Schauspielerin                    |
| GEBURTSDATUM     | 4. März 1931                                               |
| GEBURTSORT       | Göteborg                                                   |
| STERBEDATUM      | 5. April 2001                                              |
| STERBEORT        | Göteborg                                                   |